# Nam Thanh (huyện)
Nam Thanh là một huyện cũ thuộc tỉnh Hải Hưng, sau thuộc tỉnh Hải Dương. Tồn tại từ ngày 5 tháng 7 năm 1977 đến ngày 17 tháng 2 năm 1997.

## Vị trí địa lý và hành chính
Huyện Nam Thanh có có vị trí địa lý:
- Phía Bắc giáp huyện Chí Linh
- Phía Tây giáp huyện Cẩm Bình
- Phía Nam giáp thị xã Hải Dương và huyện Tứ Lộc
- Phía Đông giáp huyện Kim Môn và huyện An Thụy của thành phố Hải Phòng

Huyện Nam Thanh gồm thị trấn Nam Sách và 47 xã: Ái Quốc, An Bình, An Châu, An Lâm, An Lương, An Sơn, Cẩm Chế, Cộng Hòa, Đồng Lạc, Hiệp Cát, Hồng Lạc, Hồng Phong, Hợp Đức, Hợp Tiến, Liên Mạc, Minh Tân, Nam Chính, Nam Đồng, Nam Hồng, Nam Hưng, Nam Tân, Nam Trung, Phú Điền, Phượng Hoàng, Quốc Tuấn, Quyết Thắng, Tân An, Tân Việt, Thái Tân, Thanh An, Thanh Bình, Thanh Bính, Thanh Cường, Thanh Hải, Thanh Hồng, Thanh Khê, Thanh Lang, Thanh Quang, Thanh Sơn, Thanh Thủy, Thanh Xá, Thanh Xuân, Thượng Đạt, Tiền Tiến, Trường Thành, Việt Hồng, Vĩnh Lập.

## Lịch sử
Huyện Nam Thanh được thành lập vào ngày 5 tháng 7 năm 1977  trên cơ sở hợp nhất 2 huyện Nam Sách và Thanh Hà. Khi hợp nhất, huyện Nam Thanh có 48 xã: Ái Quốc, An Bình, An Châu, An Lâm, An Lương, An Sơn, Cẩm Chế, Cộng Hòa, Đồng Lạc, Hiệp Cát, Hồng Lạc, Hồng Phong, Hợp Đức, Hợp Tiến, Liên Mạc, Minh Tân, Nam Chính, Nam Đồng, Nam Hồng, Nam Hưng, Nam Tân, Nam Trung, Phú Điền, Phượng Hoàng, Quốc Tuấn, Quyết Thắng, Tân An, Tân Việt, Thái Tân, Thanh An, Thanh Bình, Thanh Bính, Thanh Cường, Thanh Hải, Thanh Hồng, Thanh Khê, Thanh Lâm, Thanh Lang, Thanh Quang, Thanh Sơn, Thanh Thủy, Thanh Xá, Thanh Xuân, Thượng Đạt, Tiền Tiến, Trường Thành, Việt Hồng, Vĩnh Lập.
Ngày 26 tháng 8 năm 1989, thành lập thị trấn Nam Sách - thị trấn huyện lị huyện Nam Thanh - trên cơ sở toàn bộ diện tích tự nhiên và dân số của xã Thanh Lâm.
Ngày 6 tháng 11 năm 1996, huyện Nam Thanh thuộc tỉnh Hải Dương vừa được tái lập.
Ngày 17 tháng 2 năm 1997, huyện Nam Thanh lại được tách trở lại như trước khi hợp nhất, thành 2 huyện Nam Sách và Thanh Hà:
- Huyện Nam Sách có thị trấn Nam Sách và 18 xã: An Bình, An Lâm, An Sơn, Cộng Hòa, Đồng Lạc, Hiệp Cát, Hồng Phong, Hợp Tiến, Minh Tân, Nam Chính, Nam Hồng, Nam Hưng, Nam Tân, Nam Trung, Phú Điền, Quốc Tuấn, Thái Tân, Thanh Quang.
- Huyện Thanh Hà có thị trấn Thanh Hà và 19 xã: An Phượng, Cẩm Chế, Hồng Lạc, Liên Mạc, Tân An, Tân Việt, Thanh An, Thanh Cường, Thanh Hải, Thanh Hồng, Thanh Khê, Thanh Quang, Thanh Lang, Thanh Sơn, Thanh Thủy, Thanh Xá, Thanh Xuân, Việt Hồng, Vĩnh Lập.